# Ussita
Ussita es una localidad y comune italiana de la provincia de Macerata, región de las Marcas, con 437 habitantes.

## Evolución demográfica
| Gráfica de evolución demográfica de Ussita entre 1861 y 2001 |
|                                                              |
| Fuente ISTAT - elaboración gráfica de Wikipedia              |